# Bulbophyllum tetragonum
Bulbophyllum tetragonum là một loài phong lan thuộc chi Bulbophyllum.